# Merašice
Merašice es un municipio del distrito de Hlohovec en la región de Trnava, Eslovaquia, con una población estimada a final del año 2024 de 447 habitantes.
Se encuentra ubicado en el centro-este de la región, cerca del río Váh (cuenca hidrográfica del Danubio) y de la región de Nitra.

## Demografía
| Año        | 1994 | 2004    | 2014     | 2024    |
| ---------- | ---- | ------- | -------- | ------- |
| Población  | 362  | 387     | 445      | 447     |
| Diferencia |      | +6,90 % | +14,98 % | +0,44 % |

| Año        | 2023 | 2024    |
| ---------- | ---- | ------- |
| Población  | 438  | 447     |
| Diferencia |      | +2,05 % |